# Бахадир Ґерай (калга)
Бахади́р Ґера́й або Багатур Ґерай, Богатир Гірей, Багатир-Салтан (р.н. невідомий — 1523, Хаджі-Тархан) — син кримського хана Мехмед Ґерая. Неодноразово очолював походи кримських загонів на землі ВКЛ та Московщини.
У 1516 році ходив походом на Московську державу, за словами Карамзіна, з «голодними натовпами, оскільки стояла в Тавриді велика спека і все погоріло», спустошив села рязанські і мещерські. 
З 1519 — калга (вищий чин в Орді, офіційний спадкоємець хана), з 30 тис. війська спустошив литовську землю трохи не до Кракова, полонив 60 тис. жителів на знак тимчасової дружби з Москвою. Очолював кримське військо в переможній для татар битві під Сокалем у 1519 році.
У 1521 році стояв з військом під Москвою, коли його батько Мехмед I Ґерай знову воював із Московщиною.
Разом із ханом Мехмедом в 1522 чи 1523 р. виступив в похід на Хаджі-Тархан і зумів оволодіти містом. Бахадира було зроблено астраханським ханом. Проте хан із сином були виманені ногайськими мурзами (що перед тим були розбиті військом кримського хана) з Хаджі-Тархана і убиті у власному шатрі. Після цього ногайці знищили 12-тисячне кримське військо.
Похований в Хаджі-Тархані.